# تپه داش اوستی
تپه داش اوستی مربوط به عصر مفرغ - هزاره اول قبل از میلاد است و در شهرستان میانه، بخش کندوان، دهستان تیرچای، ۳۰۰ متری جنوب روستای آونلیق واقع شده و این اثر در تاریخ ۲۷ اسفند ۱۳۸۶ با شمارهٔ ثبت ۲۲۷۳۳ به‌عنوان یکی از آثار ملی ایران به ثبت رسیده است.